# Phlyarus bulbicollis
Phlyarus bulbicollis är en skalbaggsart som beskrevs av Stefan von Breuning 1951. Phlyarus bulbicollis ingår i släktet Phlyarus och familjen långhorningar. Inga underarter finns listade i Catalogue of Life.